# La crisis de los veinte años
La crisis de los veinte años (título original en inglés The Twenty Years' Crisis: 1919-1939) es un libro sobre relaciones internacionales escrito por E. H. Carr durante la década de 1930, terminado poco antes de la Segunda Guerra Mundial y publicado en su primera edición en septiembre de 1939, al poco de estallar ésta. Una segunda edición se publicó en 1945, año en que terminó la guerra. En la edición revisada Carr no "reescribió todos los pasajes que habían sido de alguna manera modificados por el subsiguiente curso de los acontecimientos", pero no obstante decidió "modificar unas pocas frases" y otras mejoras para mayor claridad de la obra. La obra se considera un clásico de la teoría de las relaciones internacionales, y se suele ver como uno de los primeros texto realistas modernos, que no obstante, puede entroncar con la tradición de Tucídides y Maquiavelo.
El análisis de Carr comienza con el optimismo de posguerra tras la Primera Guerra Mundial, incorporado a las declaraciones de la Sociedad de Naciones y a los tratados internacionales animados por el espíritu de prevención de nuevos conflictos militares. Continúa demostrando cómo las ideas de paz y cooperación entre estados, a pesar de lo racionales y bien concebidas que pudieran haber sido concebidas, cayeron en poco tiempo ante la realidad de caos e inseguridad del escenario internacional. Analizando los aspectos militares, económicos, ideológicos y jurídicos y las aplicaciones del poder, Carr acomete una áspera crítica de los teóricos utópicos y de los inclinados a imaginar que las condiciones retóricas tienen más fuerza que las exigencias de la supervivencia y la competición.
No obstante, Carr no considera el progreso humano como una causa perdida. Al final de su obra, de hecho aboga por el papel de la moralidad en la política internacional, y sugiere que un realismo sin mitigar lleva a un derrotismo inasumible. La clave de su análisis es que en la conducta internacional el equilibrio relativo de poderes debe ser reconocido como punto de partida.
Concluye su propuesta sugiriendo que la construcción de "superestructuras elegantes" tales como la Sociedad de Naciones "debe esperar hasta que se haya hecho algún progreso en la excavación de sus cimientos", en lo que puede entenderse como una referencia a los término marxistas de infraestructura y superestructura.

## Resumen
En 1936, Edward Hallett Carr dimitió del Ministerio de Relaciones Exteriores, donde había trabajado durante la mayor parte de veinte años, para ocupar el cargo de Cátedra Woodrow Wilson en el Departamento de Política Internacional del University College of Wales Aberystwyth. Le daría lo que nunca pudo haber tenido en el Ministerio de Relaciones Exteriores: la libertad de escribir y dar conferencias sobre asuntos exteriores, algo que siempre había querido hacer. Así nació La crisis de los veinte años, 1919-1939, aunque su título preferido para el libro fue en realidad Utopía y realidad.
El libro habla sobre las Relaciones Internacionales en general, pero más específicamente está dedicado al período de entreguerras, aunque el autor originalmente quería desacreditar las pretensiones del liberalismo mientras proporcionaba una salida al impasse que fue la crisis de entreguerras. Además, también quiso mostrar su crítica hacia Woodrow Wilson quien usó como lema el derecho a la autodeterminación nacional y que Carr consideró como una de las razones de la crisis durante el período entre guerras. El escritor estaba decidido a encontrar una solución o al menos una alternativa a lo que estaba sucediendo, a lo que denominó una “nueva sociedad basada en nuevos fundamentos sociales y económicos”.
El libro consta de cinco partes y catorce capítulos en los que la primera parte está dedicada al estudio de la ciencia de la política internacional; una segunda parte que está dedicada a ver las causas y efectos de la crisis internacional entre guerras; una tercera parte que trata de los conceptos de política, poder y moralidad y la relación que existe entre ellos; una cuarta parte se especializa en el derecho como motor de cambio internacional y, finalmente, una quinta en la que Carr presenta sus conclusiones.
En primer lugar, Carr nos da el contexto en el que se encuentra la política internacional, su ciencia en realidad está en pañales, en su plena infancia porque no había un deseo generalizado de tomar la gestión de los asuntos internacionales de las manos de los expertos o incluso de tomar en serio y atención sistemática a lo que estaban haciendo los profesionales. Sin embargo, la guerra de 1914-18 acabó con esta forma de ver la guerra como un problema que sólo afecta a los expertos militares, por lo que la ciencia de la política internacional surgió como respuesta a una demanda popular muy exitosa. Sin embargo, hubo un problema con el método. Primero recopilaron, clasificaron y luego analizaron los hechos y sacaron conclusiones; después de eso, pensaron que podrían descubrir el propósito por el cual se podrían aplicar sus hechos y deducciones, pero la mente humana funciona al revés. El autor termina diciendo que todo juicio político nos ayuda a modificar los hechos y que el pensamiento político es en sí mismo una forma de acción política. “La ciencia política es la ciencia no solo de lo que es, sino de lo que debería ser”.
Edward luego nos introduce al utopismo, que estará presente a lo largo del texto, donde durante la etapa utópica de las ciencias políticas los investigadores prestan poca atención a los hechos existentes o al análisis de causa y efecto, pero dedicarán su tiempo a la elaboración de proyectos visionarios. Sólo cuando estos proyectos fracasan y se demuestra que el deseo o el propósito son incapaces por sí mismos de lograr el fin deseado, los investigadores solicitarán de mala gana la ayuda del análisis y el estudio; solo entonces se considerará una ciencia. El curso de los acontecimientos posteriores a 1931 reveló claramente las debilidades de la pura aspiración como base de una ciencia de la política internacional.
Al comienzo de su carrera, Carr se apegó a las ideas del realismo al estudiar la historia de Rusia y se volvió más marxista, como resultado, manifiesta la necesidad del realismo para corregir la exuberancia del utopismo y luego establecerá un enfrentamiento entre ellos. Se mostró escéptico sobre la Sociedad de Naciones considerando que cualquier orden social implica una gran medida de estandarización, y por lo tanto de abstracción, lo cual es imposible debido a la diversidad de países involucrados; lo que significa que no puede haber una regla diferente para cada miembro de la comunidad, y también fue crítico de los principios liberales ya que su fe en el liberalismo recibió el mayor golpe después del colapso de la economía mundial de 1929.
Carr también analiza cómo una sociedad política, nacional o internacional, no puede existir a menos que los individuos se sometan a ciertos estándares de conducta, pero el problema se basa en por qué debemos seguir siguiendo tales reglas. Posteriormente, habla del laissez-faire y su relación con la doctrina de la armonía de intereses y moralidad, provocando un fenómeno complejo conocido como nacionalismo económico. Al igual que lo controvertida que era la doctrina económica anterior, el texto explora cómo existe la suposición de que cada nación tiene un interés idéntico en la paz y quienes violaran este principio fueron considerados irracionales e inmorales.
Más adelante en otro capítulo, define el poder como un componente sustancial de la política y una herramienta esencial del gobierno. Luego divide el poder político en poder militar, poder económico y poder sobre la opinión, que no necesitan ser considerados por separado ya que permanecen íntimamente relacionados entre sí. La suprema importancia del instrumento militar radica en que la última razón del poder en las Relaciones Internacionales es la guerra, adicionalmente, la política exterior de un país está limitada no solo por sus objetivos, sino también por sus fortalezas militares, convirtiéndose en un fin en sí mismo. En la búsqueda del poder, se utilizarán artefactos económicos militares y económicos, sin embargo, el arte de la persuasión es esencial para que un líder político junto con la propaganda obtenga el poder.
Posteriormente, Carr describe las diferencias entre el derecho interno y el derecho internacional, donde este último carece de una judicatura, una ejecutiva y una legislatura. A continuación, describe la visión naturalista y realista del derecho y dice que la esencia del derecho es promover la estabilidad y mantener el marco existente de la sociedad. El autor vincula poco después la santidad de los tratados, que se hicieron para proteger derechos, porque no todos los países siguieron el carácter vinculante de las obligaciones de los tratados y, por lo tanto, crearon una cláusula que decía que las obligaciones de un tratado eran vinculantes en el Derecho Internacional siempre que las condiciones vigente en el momento de la celebración del tratado continuó. El libro también insiste en la parte moral insistiendo en que hay una mancha moral en los tratados firmados bajo coacción, es decir, cumplidos por la fuerza, y se refiere al Tratado de Versalles. Pero la insistencia en la validez jurídica de los tratados internacionales también podría ser un arma utilizada por las naciones gobernantes para mantener su supremacía sobre las naciones más débiles a las que se han impuesto los tratados.
El autor critica la moralidad porque muchos no pueden aceptar el hecho de que a veces el cambio necesita la guerra. “Sin rebelión, la humanidad se estancaría y la injusticia sería irremediable”. El statu quo no durará mucho y su defensa no siempre es exitosa, lo más probable es que termine en una guerra, pero hay una solución probable, establecer métodos de cambio pacífico, que es actualmente el problema fundamental de la moral internacional y de la política internacional.
Finalmente, durante el período de entreguerras se produjo una crisis de moralidad en el marco de las Relaciones Internacionales que a su vez derivó en un choque de intereses nacionales, esto también provocó que se ignoraran los intereses de algunos países. La política consta de dos elementos principales que no pueden separarse, la utopía y la realidad. Las conclusiones del libro son que el pequeño Estado-nación independiente es obsoleto u obsoleto y que ninguna organización internacional viable puede construirse sobre la membresía de una multiplicidad de Estados-nación. Además, la protección del statu quo no es una política que pueda ser sostenible en el largo plazo, por lo tanto, el viejo orden no puede ser restablecido, y un cambio drástico de perspectiva es inevitable, por lo tanto, la mejor esperanza de avanzar hacia la conciliación internacional. parece estar en el camino de la reconstrucción económica, ya que no se toleraría una repetición de la crisis de 1930-33 en un futuro próximo.

## Reacciones a la obra
Desde su publicación, La crisis de los veinte años ha sido un libro esencial para el estudio de las relaciones internacionales. Todavía se encarga como lectura universitaria, y se considera "uno de los textos fundantes del realismo clásico". La obra ha serivido de inspiración y paráfrasis para muchas otras:
La expresión crisis de los treinta años para referirse al periodo 1914-1945 es debida al historiador Arno Mayer
The Eighty Years' Crisis (La crisis de los ochenta años), de la International Studies Association, es una recopilación de tendencias de la disciplina, editada por Michael Cox, Tim Dunne y Ken Booth. En la introducción de esta obra, sus autores insisten en que "muchos de los argumentos y dilemas de Carr... son relevantes en la actual teoría y práctica de la política internacional" En el mismo volumen, los autores indican que el de Carr "es uno de los pocos libros en los 80 años de esta disciplina que no nos deja dónde escondernos."
Otras respuestas no han sido tan positivas. Norman Angell criticó la postura moral de Carr como "inquietante". También se ha criticado a Carr por su presentación del denominado conflicto realismo-idealismo. Según Peter Wilson, "El concepto de utopía para Carr .. no es tanto un concepto científico cuidadosamente diseñado, sino una herramienta retórica altamente conveniente."
La complejidad del texto ha sido recientemente mejor entendida por la amplia y creciente bibliografía sobre el autor y su texto, que incluye obras de Jonathan Haslam, Michael Cox y Charles Jones.